# 小行星9811
小行星9811（9811 Cavadore）是一颗绕太阳运转的小行星，为主小行星带小行星。该小行星于1998年9月16日发现。

## 轨道参数
小行星9811的轨道半长轴为2.2711014 UA，离心率为0.157。